# کاترین ایپ
 کاترین ایپ (انگلیسی: Katherine Ip؛ زاده ۱۷ سپتامبر ۱۹۹۵) یک تنیس‌باز اهل هنگ کنگ است.